# Toni
Toni je moško osebno ime.

## Izvor imena
Ime Toni je izpeljano iz imena Anton ali Tone.

## Pogostost imena
Po podatkih Statističnega urada Republike Slovenije je bilo na dan 31. decembra 2007 v Sloveniji 475 oseb z imenom Toni.

## Osebni praznik
V koledarju je ime Toni uvrščeno k imenu Anton, ki ima god 17. januara, 13. junija, 5. julija ali pa 24. oktobra.